# 夸父

《古今圖書集成》夸父圖

夸父，又名博父、樸父:239，中國古代神話中的巨人，傳說因追逐太陽至日落之地而渴死，其手杖變成邓林；一說在戰爭中為黃帝部下應龍所殺。學者認為夸父是幽冥世界中的人物，其形象見諸馬王堆帛畫，逐日故事說明了太陽與黑夜之爭，死於應龍之下則象徵反抗秩序者將終失敗。也有學者認為夸父神話出自北方的遊牧民族，邓林正是牧馬之地。

## 傳說
夸父是神話中的巨人，為炎帝或黃帝的後裔，祖父是幽冥地獄的統治者后土:239、235、247。夸父兩手握蛇，又以兩蛇貫耳，居於北方「大荒」之海中大山上，山名「成都載天」，「載天」是指此成都之山可以接天。夸父死於逐日:239-240，《山海經》記載：
|  | 夸父與日逐走，入日。渴欲得飲，飲于河、渭。河、渭不足，北飲大澤。未至，道渴而死。棄其杖，化為鄧林。:329 |

夸父動了好奇念頭，「不量力」而要追逐太陽，奔馳了幾千里，追到「禺谷」正要趕上太陽，可是一瞬間太陽已经落山。夸父覺得口渴難耐，先到黃河和渭水，一口氣把黃河、渭水喝光，但還是口渴，於是又向北去喝縱橫數千里的「大澤」中的水:291-292。大澤又叫翰海或北海，是在北方積冰，終年不見日光之處:242。可是夸父途中就渴死了，臨死前他丟出手杖，那杖變成一片桃樹林，叫「鄧林」:292。後世有傳說謂，夸父死前因念及後來必有欲追日者，為了使他們免得渴死於道，故把手杖變為一片桃林:256。有關夸父的另一神話是，夸父為有翼之龍應龍所殺:94。夸父協助蚩尤參加了跟黃帝的戰爭，被應龍奉黃帝之命殺死:259。《山海經》也有把夸父外形當作怪獸的描寫:80。夸父的子孫形成「博父國」，他們也是極為高大，兩手握蛇:186。
桃林所在地眾說紛紜，有在沔水之上、襄州南鳳、楚國北境、中國境外等多個說法，都是後世附會之說:255、257。鄧林附近的山叫「夸父之山」，有人說在湖南沅陵縣東北，也有說在河南靈寶縣東南:292。後世附會，沅陵縣夸父山山上有三塊成「品」字形的大石，民間相傳說這是「鄧夸父」和太陽賽跑，口渴時拿了個大湯鍋，在石上燒開水:143。

## 詮釋與解讀

### 王孝廉

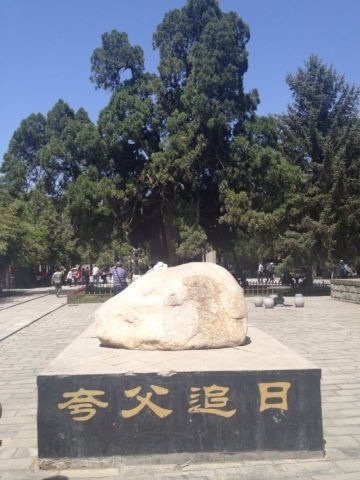
陝西黃帝陵中的「夸父追日」石

王孝廉指出，夸父是古代幽冥神話中的人物，夸父逐日之說，原本是古人解釋晝夜循環現象的神話，幽冥之國就是黑夜:243、256。神話中夸父在禺谷追上太陽，是太陽沉落黑夜來臨旳象徵；夸父渴死則是黑夜死亡、太陽明朝依舊從海中升起的象徵；神話故事說明了太陽與黑夜之爭。王孝廉又認為夸父也就是北海之神禺彊:257、260，同樣是由幽冥之神分化而成。考古發現馬王堆帛畫下段所畫即幽冥地獄，海中有巨人，巨人左右有兩大蛇，此巨人即是夸父:261、263、271。

### 大林太良
大林太良指出，夸父和蚩尤都反抗黃帝，擾亂人間社會，是秩序的反抗者，而反抗都遭失敗。神話謂夸父手杖所變的桃林中多有馬匹，是馬匹放牧之地:83、85，故葛蘭言認為夸父神話源於遊牧民族的祭禮；艾伯華也認為夸父神話源自北方民族，即原鮮卑或蒙古文化:87、90。他又指出，太陽乘馬車而運轉於天界，夸父追日只用腳而不用馬，於是脫水渴死；神話說出了人類雙腳無論如何奔馳，終究敵不過馬車:88。

### 李丰楙
李豐楙指出，山海圖上夸父耳朵掛蛇作耳飾，兩手握蛇，其形象源自蛇圖騰的部族；鄧林則是聖林崇拜的遺跡:291、264。